# Benalauría (kommunhuvudort)
Benalauría är en kommunhuvudort i Spanien.   Den ligger i provinsen Provincia de Málaga och regionen Andalusien, i den södra delen av landet, 400 km söder om huvudstaden Madrid. Benalauría ligger 666 meter över havet och antalet invånare är 469.
Terrängen runt Benalauría är huvudsakligen kuperad, men åt nordväst är den bergig. Runt Benalauría är det glesbefolkat, med 19 invånare per kvadratkilometer. Närmaste större samhälle är Ronda, 18,4 km nordost om Benalauría. 